# Desa Wonosido (administrativ by i Indonesien, lat -7,60, long 109,86)
Desa Wonosido är en administrativ by i Indonesien.   Den ligger i provinsen Jawa Tengah, i den västra delen av landet, 400 km öster om huvudstaden Jakarta.